# Cyclura cornuta ssp. cornuta
Cyclura cornuta ssp. cornuta је гмизавац из реда Squamata и фамилије Iguanidae. 

## Угроженост
Ова врста се сматра рањивом у погледу угрожености врсте од изумирања.

## Распрострањење
Ареал врсте је ограничен на мањи број држава. 
Врста је присутна у Доминиканској Републици и Хаитију.

## Станиште
Станишта врсте су шуме и поља кукуруза. 

## Начин живота
Врста Cyclura cornuta ssp. cornuta прави гнезда. 